# Чжу Юйюэ
Чжу Юйюэ (Тан-ван; кит. 紹武帝; 1605 — 20 января 1647) — 10-й великий князь Тан (Тан-ван) (唐王) (1645—1646), пятый китайский император династии Южная Мин (1646—1647), третий сын великого князя Тан Чжу Шэна (? — 1629). Девиз правления — Шао У (кит. 紹武, Наследственная Воинственность).

## Биография
Младший брат южно-минского императора Чжу Юйцзяня. В 1645 году после избрания императором своего старшего брата Чжу Юйцзяня Чжу Юйюэ стал новым великим князем Тан (唐王). Соперник императора Чжу Юлана. В 1646 году новый Тан-ван Чжу Юйюэ был объявлен новым императором в Гуанчжоу. Своё правление начал с междоусобной борьбы с другим императором, Гуй-ваном (Чжу Юланом). В январе 1647 года китайские войска, перешедшие на сторону маньчжурской династии, вступили в Гуанчжоу. Чжу Юйюэ потерпел поражение в борьбе с маньчжурами и покончил жизнь самоубийством.